# 유프라테스 화산
유프라테스 화산(아랍어: بركان الفرات 부르칸 알푸라트[*])은 시리아 내전 기간 동안에 설립된 연합 작전실 겸 동맹군이다. 이들은 대부분 인민수호부대로 구성되어 있으며 자유 시리아군의 일부 세력도 참여하고 있다. 알레포 주와 라카 주로부터 이슬람 국가(ISIL, ISIS)을 몰아내기 위해 싸웠으나 2015년 10월 시리아 민주군으로 변경되었다.
2015년 10월 워싱턴 D.C.에 본부가 있는 전쟁연구기관은 유프라테스 화산을 알레포 주의 파워브로커로 고려해 반(反)ISIS 단체로 규정했으나 반무장단체로 간주하지는 않았다. 2015년 7월의 텔아비야드 공세가 유프라테스 화산 작전실이 최근에 거둔 성공적인 전투이다. 인민수호부대는 2014년부터 자유 시리아군 요원들을 훈련시켰다. 유프라테스 화산은 시리아 민주군의 창립 회원 중 하나이다. 2016년 동맹군은 해체되었으나 다양한 다른 단체 및 군사 회의와 함께 시리아 민주군에 가담했다.

### 자료
- Jennifer Cafarella; Genevieve Casagrande (2015년 10월 7일). “Syrian Opposition Guide” (PDF). Backgrounder. Institute for the Study of War.